# بارانووکو
بارانووکو (به لهستانی:  Baranówko) یک روستا در لهستان است که در گمینا موشنا واقع شده‌است. بارانووکو ۶۰ نفر جمعیت دارد.